# Sporazum iz Tarascona
Sporazumom iz Tarascona se naziva sporazum potpisan od strane pape Nikole IV., Filipa IV. Francuskog, Karla II. Napuljskog i Alfonsa III. Aragonskog, kako bi priveli kraju Aragonski križarski rat kao epizode u Ratu sicilijanske večernje.
Sporazum je potpisan u Tarasconu 19. veljače 1291., na pola puta između papinskog Avignona i Arlesa, šest godina nakon što je Filipov ujak Karlo Valojski pokušao osvojiti Aragoniju od Alfonsovog oca Petra III. Aragonskog u događaju koji se naziva Aragonski križarski rat.
Namjera potpisnika je sprječavanje aragonske dominacije na Siciliji, kojom je tada vladao Jakov II. Aragonski.